# Життєвий цикл комах

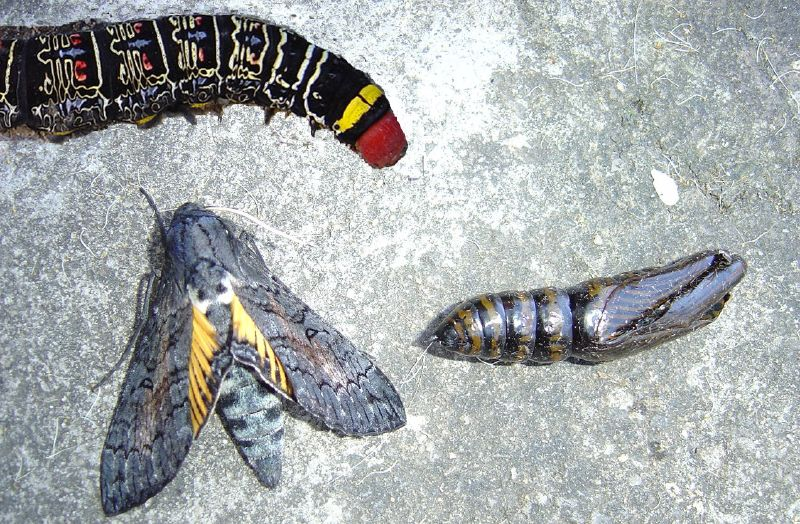
Метаморфоз у метеликів: гусінь, лялечка, імаго

Частина життевого циклу тамариксового довгоносика (Coniatus (Bagoides) splendidulus Fabricius, 1781): личинка, прелялечка, лялечка, імаго (самець і самиця)

Життєвий цикл комах відбувається з метаморфозом і має епіморфний характер — з яйця виходить личинка з усіма сегментами, яка більш-менш відрізняється від дорослої особини — імаго. Розрізняють два основні типи метаморфозу — неповне та повне перетворення.
При неповному перетворенні, або геміметаболії, комаха проходить такі фази розвитку: яйце, личинка, імаго. З яйця виходить личинка, зовні схожа на дорослу особину. Вона має фасеткові очі, такий самий як і в дорослих ротовий апарат, а на старших стадіях — зовнішні зачатки крил. Приклади — сарана, постільна блощиця тощо.
При повному перетворенні, або голометаболії, комахи проходять такі фази: яйце, личинка, лялечка, імаго. З яйця виходить личинка, яка різко відрізняється від імаго більшою гомономністю метамерії, відсутністю зовнішніх зачатків крил, слабшим розвитком органів чуття. Як приклад можна взяти хруща травневого, совку, хатню муху, бурякового довгоносика тощо.

## Ембріональний розвиток

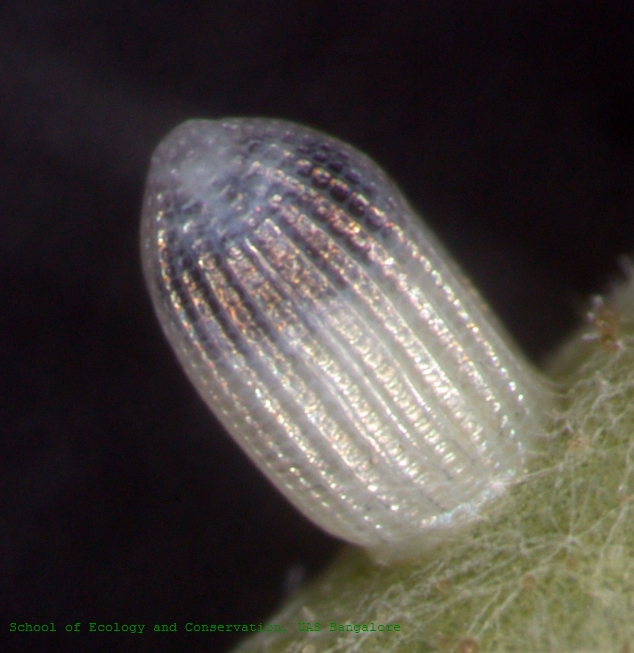
Яйце Метелика Tirumala septentrionis

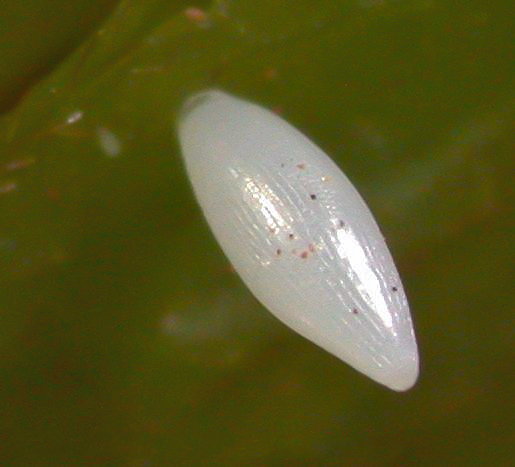
Яйце Метелика Eurema hecabe

Яйцеклітини комах багаті на жовток, який займає всю центральну частину яйця. Тому дробіння в них часткове, поверхневе; у результаті утворюється поверхневий шар однакових клітин — бластодерма, яка покриває центральну масу жовтка. На майбутній черевній стороні зародка клітини бластодерми починають інтенсивніше ділитися, бластодерма потовщується. Ця ділянка зветься зародковою смужкою. Пізніше за її рахунок формується більша частина зародка.
У зародковій смужці відбувається гаструляція (найчастіше інвагінацією або епіболією), причому спочатку утворюються лише два зародкових листки: ектодерма та мезодерма. Ектодерма дає початок зовнішнім покривам тіла, трахеям, нервовій системі, статевим протокам, передньому та задньому відділам кишечника, що виникають як вгинання покривів на передньому та задньому кінцях зародка. Із мезодерми утворюється мускулатура, жирове тіло, серце з аортою, гемоцити. Мезодерма бере участь також у розвитку статевої системи. Статевий зачаток, як правило, відокремлюється значно раніше від інших тканин у вигляді парної групи клітин біля заднього кінця зародка.
Ентодерма, з якої походить середня кишка, у різних комах може будуватися двома шляхами: або за рахунок ядер, що залишилися в товщі жовтка й мігрували до зародкової смужки, або з невеличких зачатків на дні передньої та задньої кишок, які розростаються назустріч один одному, доки не утвориться суцільна трубка — кишечник.
Паралельно з розростанням зародка в оболонках починається його сегментація. На головному кінці з'являються зачатки очей, відокремлюються сегменти голови, грудей та черевця. З'являються зачатки кінцівок, у тому числі й на черевці. Пізніше черевні кінцівки зникають. Мезодерма при цьому теж сегментується на кілька целомічних мішечків, які потім розпадаються.
Урешті-решт увесь жовток вичерпується, і сформований зародок заповнює все яйце. Він прогризає чи прориває оболонку яйця й виходить назовні.

## Постембріональний розвиток

### Личинка

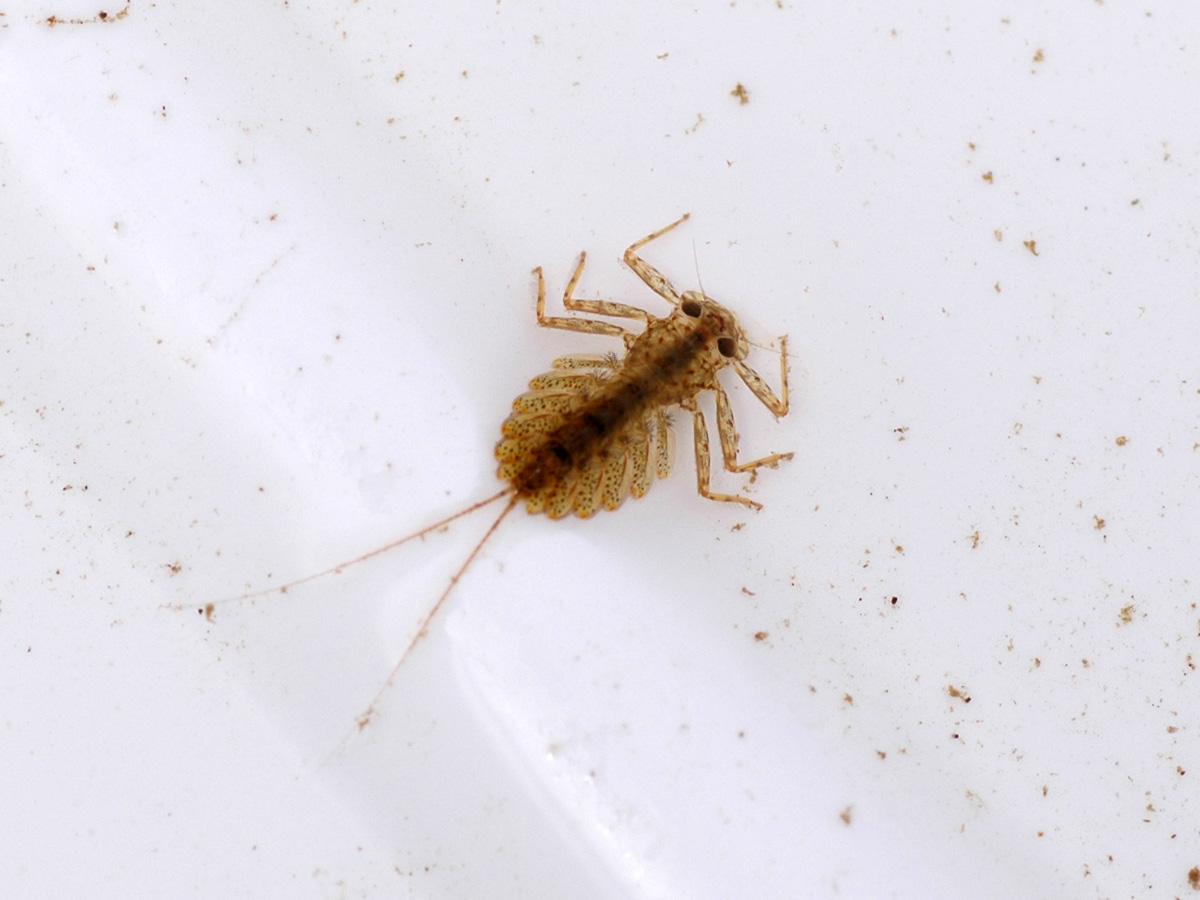
Німфа Одноденки (Ephemeroptera) — личинкова стадія

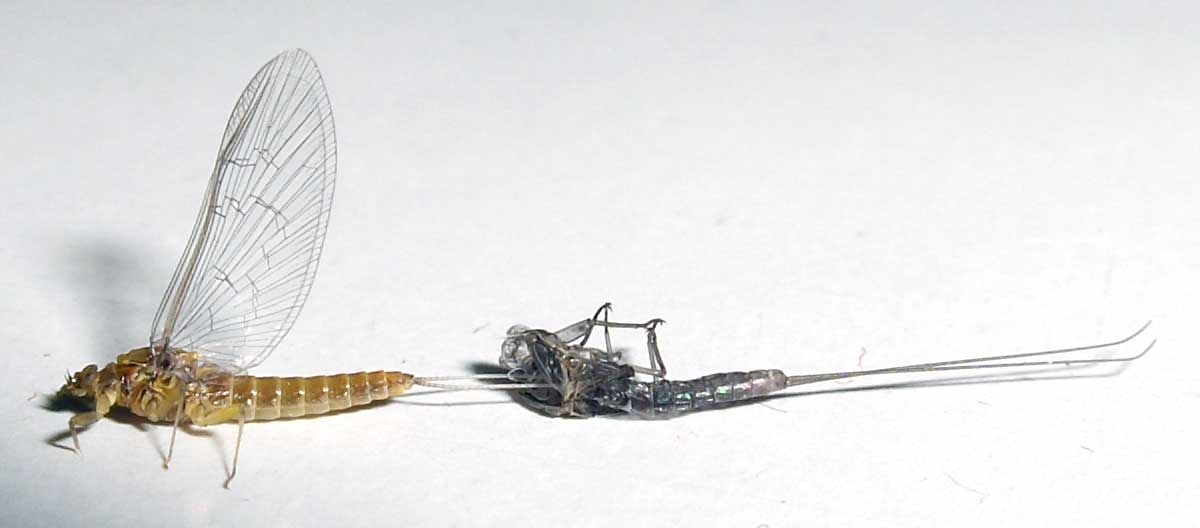
Вихід імаго Одноденки (Ephemeroptera) з екзувію

Личинки у комах мають найрізноманітніші форми, будову та життєві форми. Вони живляться, ростуть, кілька разів линяють. Закінчивши свій ріст, личинка останньої стадії припиняє живлення, стає нерухомою, линяє востаннє й перетворюється на лялечку.
Метаморфоз комах відбувається під контролем гормональної (ендокринної) системи. Метаморфоз регулює нейроендокринний комплекс органів, до якого входять нейросекреторні клітини мозку, кардіальні тіла, прилеглі тіла та парна передньогрудна, або проторакальна залоза. Нейросекреторні клітини мозку виробляють активаційний гормон. Через довгі аксони цих клітин він надходить до кардіальних тіл, а з них — у гемолімфу. У личинок активаційний гормон стимулює роботу проторакальних залоз, які починають виділяти линяльний гормон — екдізон. Останній впливає на клітини гіподерми, спричиняючи спочатку синтез ферментів, які розчиняють стару кутикулу, а пізніше — синтез матеріалу для побудови нової кутикули. Крім того, екдізон стимулює ріст і диференціацію всіх тканин личинки, особливо в гонадах, імагінальних дисках тощо.
Паралельно з екдізоном при личинкових линяннях виділяється ювенільний (юнацький) гормон, що гальмує метаморфоз, тобто перешкоджає линянню личинки на дорослу фазу. Наявність ювенільного гормону в гемолімфі визначає характер линяння. При високій концентрації ювенільного гормону екдізон гальмує розвиток імагінальних органів та стимулює секрецію личинкової кутикули, і линяння завершується появою чергової личинкової стадії. Зниження концентрації ювенільного гормону визначає линяння личинки на лялечку (або останню личинкову стадію при неповному метаморфозі). Припинення надходження ювенільного гормону в гемолімфу обумовлює линяння лялечки (або останньої личинкової стадії при неповному перетворенні) на імаго.

### Лялечка

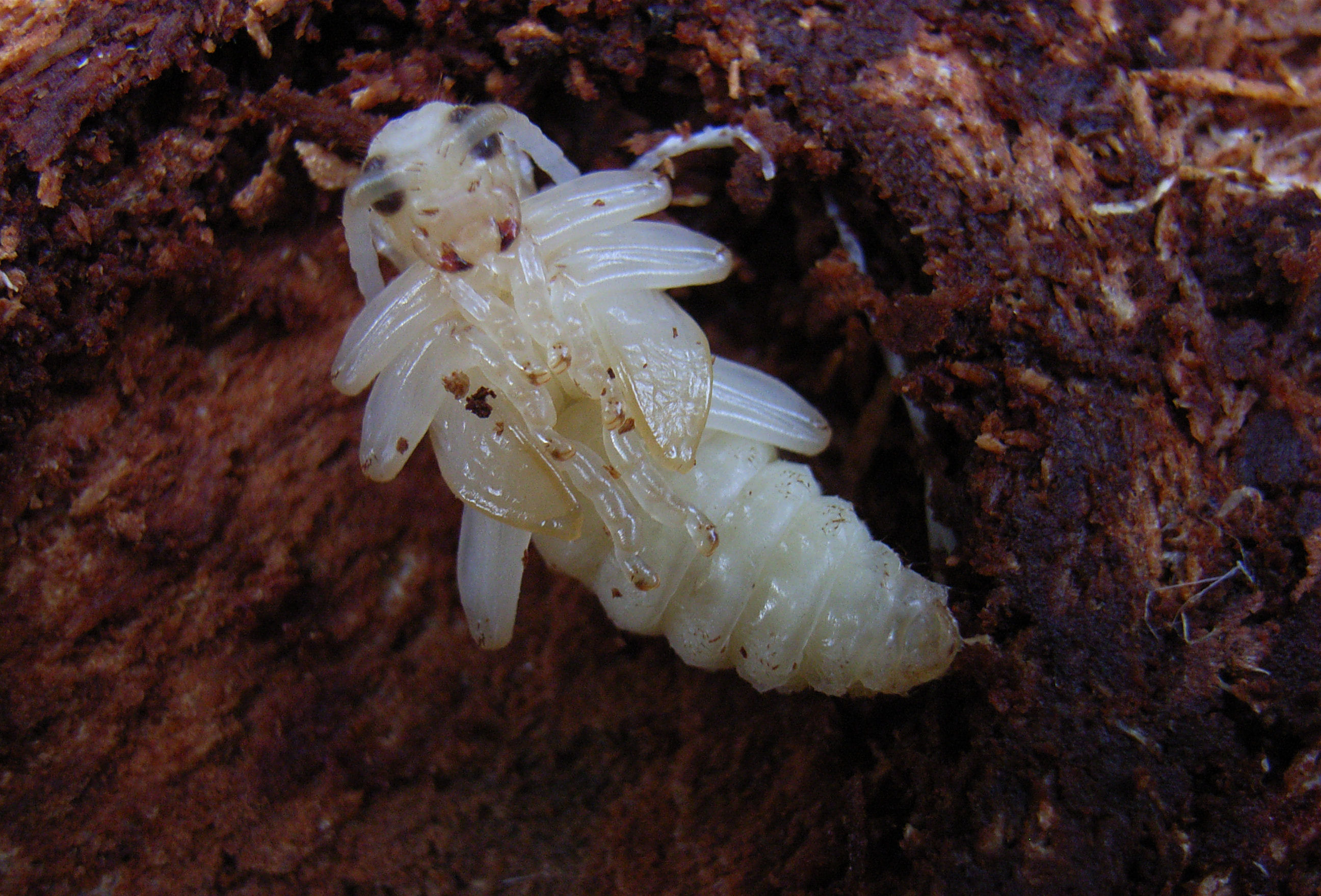
Відкрита лялечка Вусача-раґія березового (Rhagium mordax)

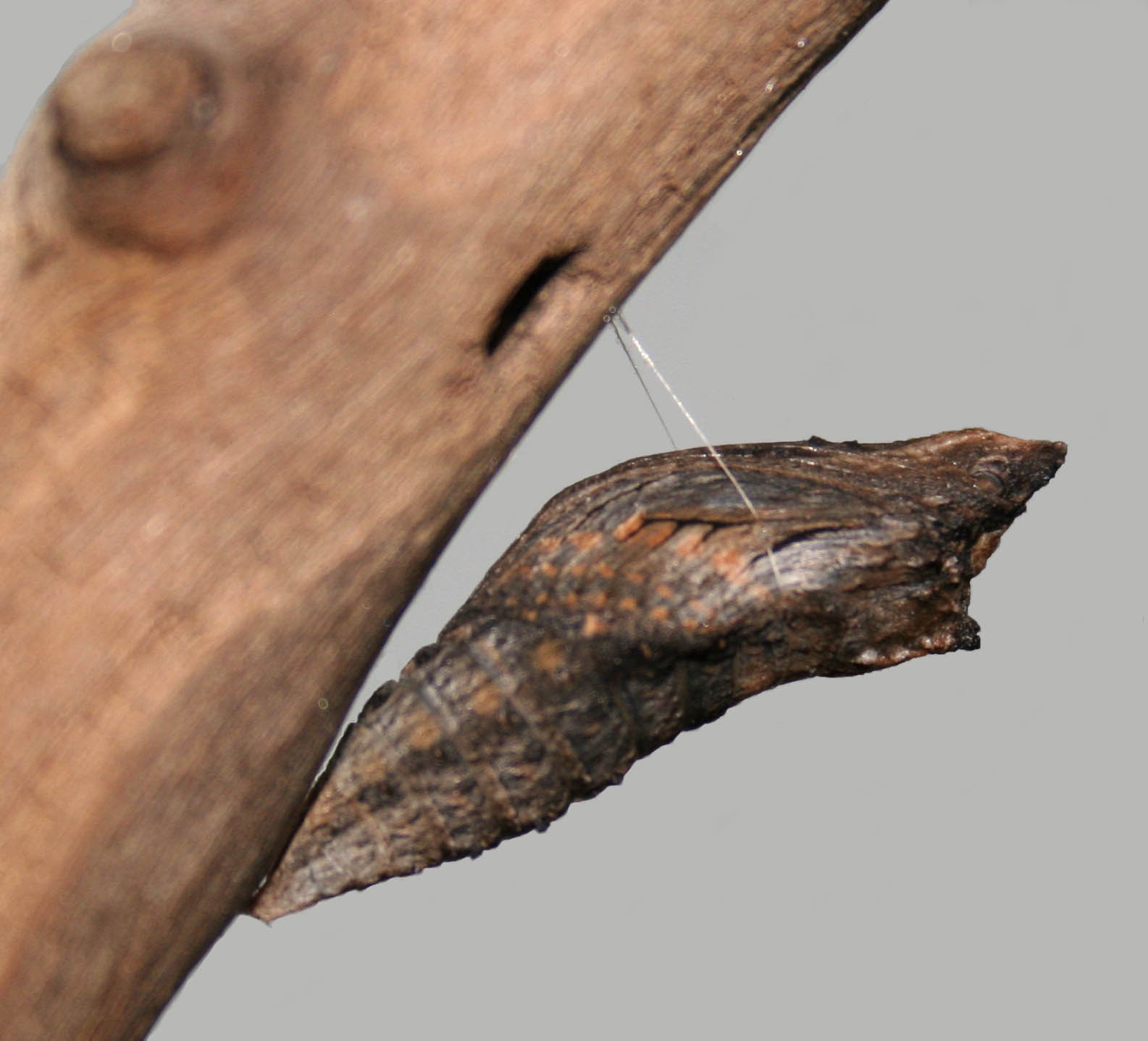
Покрита лялечка косатця поліксени (Papilio polyxena)

Характерна особливість лялечки — нерухомість (за деякими винятками) і нездатність до живлення (вона живе за рахунок нагромаджених личинкою резервів). Зовні лялечка хоч і не схожа на імаго, проте вже має ряд ознак дорослої фази — зовнішні зачатки крил, ніг, вусиків, фасеткові очі тощо. Розрізняють три типи лялечок: відкриті, покриті й приховані. У відкритих зачатки крил і кінцівок вільні, лише притиснуті до тіла (більшість жуків, перетинчастокрилих, бліх, багатьох двокрилих та ін.). У покритих лялечок імагінальні придатки тісно зрощені з тілом унаслідок того, що личинка при останньому линянні виділяє секрет, який при затвердінні вкриває лялечку твердою оболонкою (більшість метеликів, деякі жуки та ін.). Приховані лялечки вкриті шкіркою останньої личинкової стадії, яка не скидається, а утворює несправжній кокон — пупарій, усередині якого міститься типова вільна лялечка (у вищих двокрилих).
Лялечка нерухома, але це тільки зовнішнє враження: на цій фазі відбуваються інтенсивні процеси внутрішньої перебудови — гістоліз та гістогенез. Оскільки характер руху імаго, особливо політ, і його живлення інакші, ніж у личинкової фази, то і м'язи, і травна система, а часто й ротовий апарат, кінцівки та інші личинкові органи мають зовсім перебудуватися. Більшість органів личинки руйнується; цей процес зветься гістолізом. Він відбувається фагоцитозом, автолізом (самоперетравлення), а також за допомогою ферментів. У різних комах переважає той чи інший механізм, але найчастіше діють усі три: гемоцити виділяють у гемолімфу ферменти, які руйнують тканини; їх залишки фагоцитуються гемоцитами. Крім того, в деяких тканинах відбувається автоліз.
Коли гістоліз досягає свого піку, внутрішні органи лялечки перетворюються на напіврідку масу, яка складається з гемолімфи, збагаченої продуктами розпаду. Не руйнуються лише нервова і статева системи та спинна кровоносна судина. Нервова система може доповнюватися новими клітинами, в ній можуть концентруватися ганглії, проте вона ніколи не втрачає своєї цілісності.
Паралельно з гістолізом відбувається гістогенез — побудова імагінальних органів. Органи дорослої комахи формуються з особливих зачатків — імагінальних дисків. Це невеличкі скупчення недиференційованих клітин, розташовані в певних місцях тіла личинки. Кожен імагінальний диск має своє призначення: є диски, з яких утворюються крила, кінцівки, певні ділянки кишечника, фасеткові очі тощо. Імагінальні диски закладаються ще під час ембріонального розвитку або в ранніх личинок; протягом личинкового розвитку вони ростуть, але не диференціюються. Тільки в личинки останньої стадії перед залялькуванням їхні клітини диференціюються; в лялечки вони розгортаються, утворюючи імагінальні органи. Важливу роль у метаморфозі відіграє жирове тіло. На личинковій фазі в ньому нагромаджуються поживні речовини (жири, білки, вуглеводи), що використовуються як пластичний матеріал і джерело енергії при побудові імагінальних органів.

## Гіперметаморфоз
Явище гіперметаморфозу спостерігається у ектопаразитичних Brachinus (родина Туруни). Число личинкових стадій в них збільшене. Перша личинкова стадія характеризується типовою для турунів будовою і виконує функцію пошуку жертви та прикріплення до неї. Друга, третя і четверта личинкові стадії живляться на жертві і мають зовсім інший вигляд — вони сильно депігментовані, мають короткі ноги, редуковані вусики і потовщене тіло. П'ята личинкова стадія не живиться і може розглядатися як передлялечка.